# Campeonato de Francia de Rugby 15 1990-91
El Campeonato de Francia de Rugby 15 1990-91 fue la 92.ª edición del Campeonato francés de rugby.
El campeón del torneo fue el equipo de Bordeaux Bègles quienes obtuvieron su segundo campeonato.

## Desarrollo
| Grupo 1 - Béziers - Toulouse - Auch - Bayonne - RRC Nice - Chalon - Périgueux - Romans              | Grupo 2 - Biarritz - Narbonne - Touloun - Grenoble - Le Creusot - Lourdes - Stade Bordelais - Oloron     | Grupo 3 - Bègles-Bordeaux - Nîmes - Brive - Perpignan - US Colomiers - Rodez - Montauban - Bergerac |
| Grupo 4 - Stadoceste - Dax - Mont-de-Marsan - Agen - Castres - Cognac - Bourgoin-Jallieu - Hagetmau | Grupo 5 - Racing - Montferrand - Montpellier RC - Montchanin - Pau - Mazamet - La Rochelle - US Bressane | |

### Octavos de final
| Equipo 1       | Equipo 2        | Ida   | Vuelta |
| -------------- | --------------- | ----- | ------ |
| Perpignan      | Béziers         | 15-9  | 3-27   |
| Biarritz       | Nîmes           | 13-10 | 12-18  |
| Montpellier RC | Stadoceste      | 18-9  | 3-18   |
| Toulon         | Bègles-Bordeaux | 18-9  | 6-22   |
| Mont-de-Marsan | Narbonne        | 15-12 | 0-51   |
| Brive          | Toulouse        | 9-9   | 12-15  |
| Dax            | Montferrand     | 9-15  | 38-22  |
| Auch           | Racing          | 18-15 | 3-43   |

### Cuartos de final
| 1991 | Béziers | 30 - 17 | Nímes |  |  |

| 1991 | Bègles-Bordeaux | 19 - 8 | Stadoceste |  |  |

| 1991 | Toulouse | 24 - 6 | Narbonne |  |  |

| 1991 | Racing | 18 - 6 | Dax |  |  |

### Semifinal
| 1991 | Bègles-Bordeaux | 13 - 12 | Béziers |  |  |

| 1991 | Toulouse | 13 - 12 | Racing |  |  |

### Final
| 1 de junio de 1991 | Bordeaux Bègles | 19 - 10 | Toulouse | Parc des Princes, Paris |  |

| Bandera de Francia      |
| Campeón Bordeaux Bègles |
| Segundo título          |